# Condado de Josephine
El condado de Josephine es uno de los 36 condados del estado estadounidense de Oregón. La sede del condado es Grants Pass, al igual que su mayor ciudad. El condado tiene un área de 4.252 km² (de los cuales 5 km² están cubiertos por agua) y una población de 75.726 habitantes, para una densidad de población de 18 hab/km² (según censo nacional de 2000). Este condado fue fundado en 1856.Cinco años después de que se encontrara oro en su territorio.

## Geografía

### Condados adyacentes
- Condado de Curry - (oeste)
- Condado de Jackson - (este)
- Condado de Douglas - (norte)
- Condado de Del Norte (California) - (suroeste)
- Condado de Siskiyou (California) - (sur)

## Demografía
Para el censo de 2000 , había 75.726 personas, 31.000 cabezas de familia, y 21.359 familias residiendo en el condado. La densidad de población era de 46 habitantes por milla cuadrada.
La composición racial del condado era:
- 93,90% blancos
- 0,27% negros o negros americanos
- 1,25% nativos americanos
- 0,63% asiáticos
- 0,11% isleños
- 1,17% otras razas
- 2,68% de dos o más razas.

Había 31.000 cabezas de familia, de las cuales el 26,90% tenían menores de 18 años viviendo con ellas, el 54,40% eran parejas casadas viviendo juntas, el 10,40% eran mujeres cabeza de familia monoparental (sin cónyuge), y 31,10% no eran familias.
El tamaño promedio de una familia era de 2,85 miembros.
En el condado el 23,10% de la población tenía menos de 18 años, el 6,50% tenía de 18 a 24 años, el 23,20% tenía de 25 a 44, el 27,20% de 45 a 64, y el 20,10% eran mayores de 65 años. La edad promedio era de 43 años. Por cada 100 mujeres había 94,60 hombres. Por cada 100 mujeres mayores de 18 años había 91,10 hombres.

## Economía
Los ingresos medios de una cabeza de familia del condado eran de USD$31.229 y el ingreso medio familiar era de $36.894. Los hombres tenían unos ingresos medios de $30.798 frente a $22.734 de las mujeres. El ingreso per cápita del condado era de $17.234. El 11,30% de las familias y el 15,00% de la población estaban debajo de la línea de pobreza. Del total de gente en esta situación, 21,10% tenían menos de 18 y el 6,80% tenían 65 años o más.

## Localidades

### Ciudades
- Cave Junction
- Grants Pass

### Lugares designados por el censo y áreas no incorporadas
| - Galice - Golden - Greenback - Harbeck-Fruitdale | - Holland - Hugo - Kerby - Merlin | - Murphy - O'Brien - Placer - Pleasant Valley | - Redwood - Selma - Sunny Valley - Takilma | - Waldo - Wilderville - Williams - Wolf Creek - Wonder |